# (200417) 2000 SO182
(200417) 2000 SO182 es un asteroide perteneciente al cinturón exterior de asteroides, región del sistema solar que se encuentra entre las órbitas de Marte y Júpiter, descubierto el 30 de septiembre de 2000 por el equipo del Lincoln Near-Earth Asteroid Research desde el Laboratorio Lincoln, Socorro, Nuevo México, Estados Unidos.

## Designación y nombre
Designado provisionalmente como 2000 SO182. 

## Características orbitales
2000 SO182 está situado a una distancia media del Sol de 3,935 ua, pudiendo alejarse hasta 5,185 ua y acercarse hasta 2,685 ua. Su excentricidad es 0,317 y la inclinación orbital 23,06 grados. Emplea 2851,63 días en completar una órbita alrededor del Sol.

## Características físicas
La magnitud absoluta de 2000 SO182 es 13,9. Tiene 11,163 km de diámetro y su albedo se estima en 0,043. 